# 澤瀉久敬
澤瀉 久敬（おもだか ひさゆき、1904年8月7日 - 1995年2月26日）は、日本の哲学研究者。大阪大学名誉教授。
専門はフランス哲学。

## 経歴
出生から修学期
1904年、三重県伊勢市で生まれた。京都帝国大学文学部に入学し、哲学科で九鬼周造に師事した。1929年に卒業。1935年、フランス政府招聘留学生として渡仏。
哲学研究者として
1938年に京都帝国大学講師となり、1941年に大阪帝国大学講師に転じた。1954年、大阪大学文学部教授に昇格。1960年、学位論文『医学概論』を大阪大学に提出して医学博士号を取得。1968年、大阪大学を定年退官し、名誉教授となった。その後は、南山大学教授を務めた。1986年、日本学士院会員に選出された。1995年に死去。

## 研究内容・業績
フランス哲学を専門とし、ベルクソンの哲学を学び、思索を深めた。哲学と医学を結びつけ、独自の学問領域を開拓した。著書『「自分で考える」ということ』はロングセラーとなった。

## 家族・親族
- 実兄：澤瀉久孝は国文学者。

## 著作
著書
- 『メーヌ・ド・ビラン』弘文堂(西哲叢書) 1936
- 『医学概論 第1部』創元社 1945
  - 改題新版『医学概論：科学について』誠信書房 1960
  - 新装版『医学概論 第1部 科学について』誠信書房 2000
  - オンデマンド版 2016
- 『仏蘭西哲学研究』創元社 1947
- 『医学概論 第2部』創元社 1949
  - 改題新版『医学概論 第2部 生命について』誠信書房 1960
  - オンデマンド版 2007
- 『医学と哲学』創元社 1950
  - 新版 誠信書房 1964、増補版 1981
  - オンデマンド版 2007
- 『デカルト』弘文堂(アテネ文庫) 1950
- 『科学入門：ベルグソンの立場に立つて』角川新書 1955
- 『哲学と科学：十三のコーズリ』宝文館 1957
- 『医学概論 第3部』東京創元社 1959
  - 新版『医学概論 第3部 医学について』誠信書房 1960
  - オンデマンド版 2007
- 『「自分で考える」ということ』文藝春秋新社 1961
  - 角川文庫 1963、新版 1981
  - 増補版 レグルス文庫 1991
- 『医学と生命』東京大学出版会(UP選書) 1967
  - オンデマンド版 2021
- 『哲学と科学』日本放送出版協会(NHKブックス) 1967
  - 新装改版 2024 - 新版解説山本伸裕
- 『考えるということ』雄渾社 1968
- 『ベルクソンの科学論』学芸書房 1968
  - 中公文庫 1979
- 『医の倫理 医学講演集』誠信書房 1971
  - オンデマンド版 2007
- 『個性について』第三文明社(レグルス文庫) 1972
- 『健康を考える』第三文明社(レグルス文庫) 1976
- 『形』中央公論社 1978[3]
- 『健康について』聖教新聞社 1980 - 講演冊子
- 『わが師わが友：その思想と生き方』経済往来社 1984
- 『医学概論とは』誠信書房 1987
- 『アンリ・ベルクソン』中公文庫 1987[4]
- 『神道随想』皇學館大学出版部 1988

編著
- 『ベルグソン研究』坂田徳男共編、勁草書房 1961、新版 1981
- 『現代フランス哲学』雄渾社 1968
- 『ベルクソン 世界の名著』(責任編集) 、中央公論社 1969、のち中公バックス
- 『続・現代フランス哲学』雄渾社 1970
- 『フランスの哲学』全3巻、東京大学出版会 1975

1. 『理性は死んだか』
2. 『生命を探る』
3. 『現代を生きる』